# Grégory Vignal
Grégory Vignal (Montpeller, 19 de juliol de 1981) és un futbolista professional francès, que ocupa la posició de defensa.

## Trajectòria
Inicia la seua carrera a les files del Montpellier Hérault SC, on unit a les seues actuacions amb les seleccions inferiors franceses, es guanya l'estatus de jove promesa, sent fitxat al setembre del 2000 pel Liverpool FC per mig milió de lliures. En principi milita als reserves, però eixa mateixa temporada acaba pujant al primer conjunt dels reds, amb qui disputa sis partits durant la campanya.
La temporada 01/02, després d'haver disputat el Mundial Juvenil, reclama la titularitat, però no pot sobreposar-se al noruec John Arne Riise, i a les postres, només juga nou partits. A la temporada següent tan sols apareix en quatre ocasions abans de ser cedit a l'Sporting Club de Bastia. La temporada 03/04 és de nou cedit: a l'Stade Rennais FC a la primera meitat de la campanya i al RCD Espanyol fins final de temporada.
La temporada 04/05, cedit de nou, recupera la titularitat a les files del Rangers FC, amb qui guanya diversos títols domèstics. Disputa fins a 42 partits amb l'equip escocés.
L'estiu del 2005 finalitza el seu contracte amb el Liverpool FC. El Rangers està interessat en què el francès hi continue, però no arriben a un acord, i fitxa pel Portsmouth FC. A l'any següent retorna al seu país, a les files del RC Lens, que el cedeix al Kaiserslautern al gener del 2007. En juliol d'eixe any, està a prova amb el Southampton FC, amb qui finalment disputaria la campanya 07/08.
Durant l'estiu del 2009, està a prova amb el Queens Park Rangers FC, però no li oferirien cap contracte. Recala llavors al Birmingham City FC.

## Palmarès
- FA Cup: 2001
- Copa de la UEFA: 2001
- Supercopa d'europa: 2001
- Scottish League Cup: 2005
- Scottish Premier League: 2005